# Boží muka (Zbraslav)
Boží muka (Boží muka fořta Jana Michny) na Zbraslavi v Praze jsou umístěna na zahrádce před domy čp. 470 a 472 v ulici U Národní galerie. Jsou chráněna jako nemovitá kulturní památka České republiky.

## Historie
Boží muka jsou datována letopočtem 1669. Původně byla umístěna na úpatí vrchu Havlín, po restaurování v roce 1992 byla přenesena na současné místo.

## Popis
Kamenná Boží muka jsou ze sliveneckého mramoru. Tvoří je sokl vysoký přibližně 15 cm, který byl při restaurování nahrazen kopií, dřík s jedním vyžlabením a dvěma oblouky při bázi a jedním obloukem na vrcholu, krychlová hlavice vysoká 23 cm a kopie křížku (původní ztracen). Pod dolní stranou hlavice je zespodu vytesaný letopočet 1669.
Na hlavici ze všech stran je tesaný nápis:
```
MARIINGISKRA / TRAKONIC / DELAL / / IAM MICHNA / FORST ZBRASLAWSKI / A MARKETA / / MANZELKA GEHO / KE CZTI A CHWALE / PANA BOHA / / TITO BOZIMVKA / DALI VSTAWIETI / LETHA PANIE
```